# 괸츠 아르파드
괸츠 아르파드(헝가리어: Göncz Árpád, 1917년 2월 10일 ~ 2010년 10월 6일)는 헝가리의 정치인이다.
1948년 공산화가 완료된 헝가리에서 괸츠는 현직을 박탈당하고, 1949년부터 1951년까지는 용접공과 배관공으로 일했다.:387 또한 1951년부터 1956년까지는 토양 관리 전문가로 일했으며, 후에 수석 엔지니어 자리에 오르기도 하였다.:387 괸츠는 1952년부터 괴될뢰 농업과학 대학에 입학하여 농업 분야에서 학업을 계속하여 4년의 전 과정을 이수하였다.:387 그러나 그가 농대를 졸업하던 1956년에 헝가리 혁명이 일어났고, 혁명에 가담한 이유로 투옥되었으며, 석방 후에는 학교로부터 제명당했다.:387
1990년 11월 대통령 재임중에 대한민국을 공식 방문하여, 노태우 대통령과 한국의 유엔 가입 등 한반도 평화정착에 관한 의견을 교환하였다.:149 괸츠는 1993년 11월 대전 엑스포 개최시에도 비공식 방한하여 "헝가리의 날" 행사에 참석하였다.:149

## 역대 선거 결과
| 선거명      | 직책명          | 대수 | 정당         | 득표율 | 득표수 | 결과 | 당락 |
| ----------- | --------------- | ---- | ------------ | ------ | ------ | ---- | ---- |
| 1990년 선거 | 헝가리의 대통령 | 1대  | 자유민주연합 | 76.42% | 295표  | 1위  |      |
| 1995년 선거 | 헝가리의 대통령 | 1대  | 자유민주연합 | 67%    | 259표  | 1위  |      |